# وای فرویگ
وای فرویگ (به انگلیسی: Y Ferwig) یک منطقهٔ مسکونی در بریتانیا است که در کردیگیون واقع شده‌است. وای فرویگ ۱٬۱۸۰ نفر جمعیت دارد.